# 詹美回教堂
1°16′59.3″N 103°50′43.8″E / 1.283139°N 103.845500°E

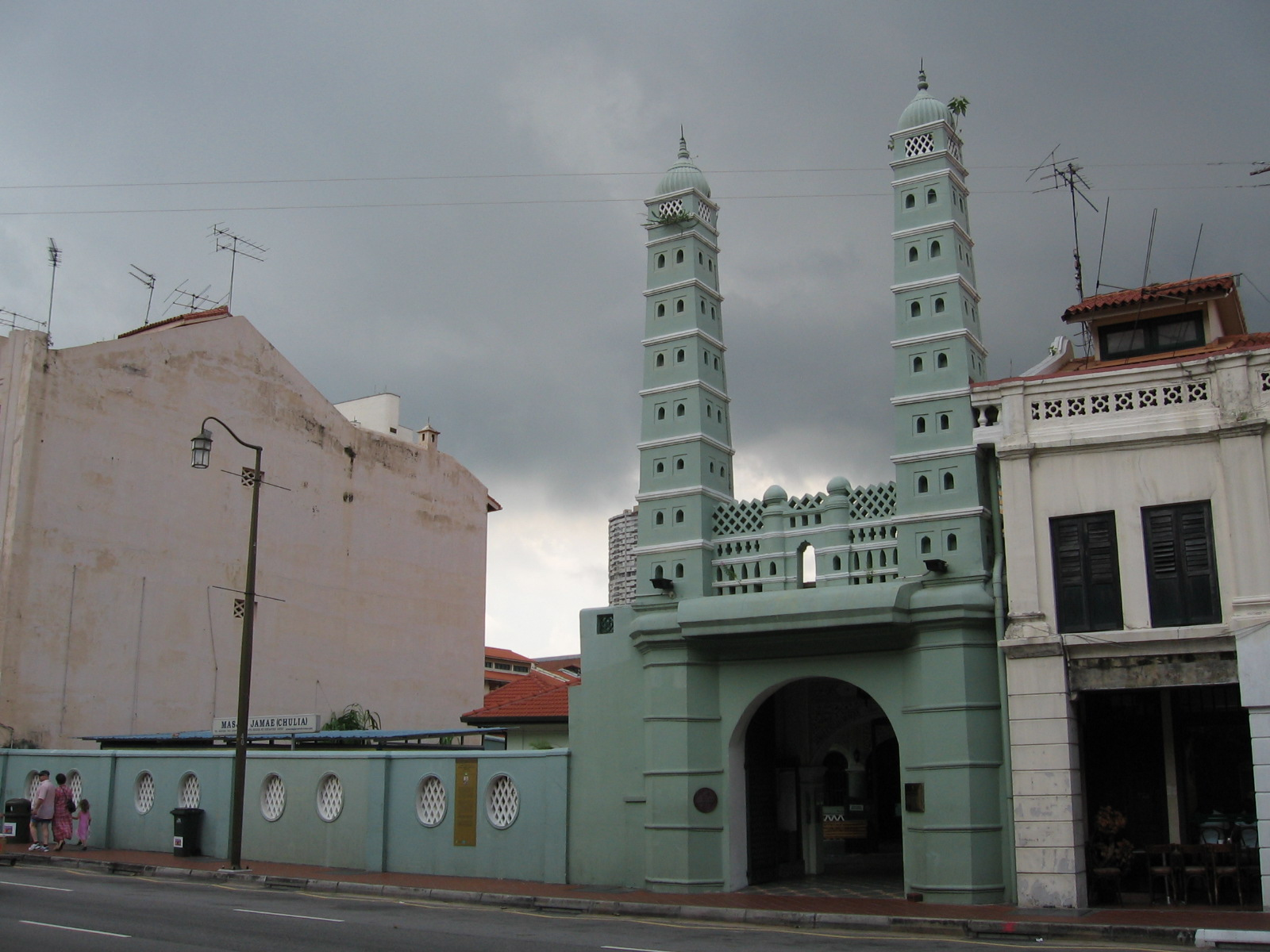
詹美回教堂

詹美回教堂（Masjid Jamae；坦米爾語:ஜமா மஸூதி）是新加坡最早的清真寺之一。

## 历史
由来自印度南部的坦米爾穆斯林商人兴建于1826年。它位于华人聚居的牛车水区，毗邻印度教的马里安曼兴都庙。虽然清真寺大院符合街道网格，但是詹美回教堂面向麦加的方向。摩士街（Mosque Street）因其得名。
1974年11月29日，詹美回教堂列为新加坡国家古迹。